# Stany Landaua
Stany Landaua – w mechanice kwantowej stany stacjonarne elektronu w jednorodnym polu magnetycznym. Energie stanów Landaua można znaleźć przez kwantyzację Bohra.
Energia kinetyczna elektronu w polu magnetycznym jest równa
{\displaystyle E=mv^{2}/2.}
W polu magnetycznym elektrony poruszają się podobnie jak w modelu Bohra atomu wodoru po orbitach kołowych, kiedy to siła odśrodkowa równa jest sile Lorentza
{\displaystyle m\omega _{c}^{2}r=eBv=eB\omega _{c}r,}
czyli z częstością cyklotronową
{\displaystyle \omega _{c}=eB/m.}
Kwantyzacja Bohra natomiast narzuca warunek
{\displaystyle L/2=mvr/2=m\omega _{c}r^{2}/2=n\hbar .}
Jest on inny od oryginalnego dla atomu wodoru o {\displaystyle 1/2,} ponieważ pęd kanoniczny nie jest w obecności pola magnetycznego proporcjonalny do prędkości. Wstawiając ten warunek do wyrażenia na energię otrzymujemy
{\displaystyle E_{n}=n\hbar \omega _{c}.}
Wynik ten jest przesunięty od dokładnego o stałą. Ścisła analiza równania Schrödingera prowadzi do wyniku
{\displaystyle E_{n}=(n+1/2)\hbar \omega _{c}.}
Znaczy to że elektron w polu magnetycznym ma widmo dyskretne oscylatora harmonicznego o częstości cyklotronowej jego ruchu po okręgu.

## Dokładna teoria kwantowa
Kwantową teorię stanów Landaua można ograniczyć do dwóch wymiarów przestrzennych istotnych np. w kwantowym efekcie Halla.
Hamiltonian elektronu w polu magnetycznym prostopadłym do płaszczyzny xy jest dany przez
{\displaystyle {\hat {H}}={\frac {1}{2m}}({\hat {p_{x}}}-e{\hat {A_{x}}})^{2}+{\frac {1}{2m}}({\hat {p_{y}}}-e{\hat {A_{y}}})^{2}.}
W cechowaniu symetrycznym weźmiemy
{\displaystyle {\hat {\mathbf {A} }}={\begin{pmatrix}-{\frac {B{\hat {y}}}{2}}\\{\frac {B{\hat {x}}}{2}}\\0\end{pmatrix}}}
tak, że
{\displaystyle \mathbf {B} =\mathbf {\nabla } \times \mathbf {A} ={\begin{pmatrix}0\\0\\B\end{pmatrix}}}
i Hamiltonian staje się
{\displaystyle {\hat {H}}={\frac {1}{2m}}{\hat {p_{x}}}^{2}+{\frac {1}{2m}}{\hat {p_{y}}}^{2}-{\frac {\omega _{c}}{2}}{\hat {L_{z}}}+{\frac {\omega _{c}^{2}m}{8}}({\hat {x}}^{2}+{\hat {y}}^{2}),}
gdzie {\displaystyle L_{z}} is operatorem z-towej składowej momentu pędu
{\displaystyle {\hat {L_{z}}}={\hat {x}}{\hat {p_{y}}}-{\hat {y}}{\hat {p_{x}}}.}
Wynika stąd natychmiast najniższy stan Landaua
{\displaystyle \Psi (x,y)=Ne^{-\beta ^{2}(x^{2}+y^{2})/2},}
{\displaystyle \beta ^{2}=m\omega _{c}/2\hbar ,}
ponieważ Hamiltonian różni się od Hamiltonianu oscylatora harmonicznego tylko o {\displaystyle L_{z}} oraz
{\displaystyle {\hat {L_{z}}}\Psi (x,y)=0.}

Podstawowy stan Landaua w funkcji pola magnetycznego (czerwony wektor i czas animacji). Im silniejsze jest pole magnetyczne tym lepsza jest lokalizacja stanu.

Aby otrzymać całe spektrum Landaua, wyrazimy cały Hamiltonian poprzez odpowiednie operatory kreacji i anihilacji:
{\displaystyle {\hat {x}}={\frac {{\hat {a}}+{\hat {a^{\dagger }}}}{{\sqrt {2}}\beta }},}
{\displaystyle {\hat {p_{x}}}={\frac {m\omega _{c}}{2i}}{\frac {{\hat {a}}-{\hat {a^{\dagger }}}}{{\sqrt {2}}\beta }},}
{\displaystyle {\hat {y}}={\frac {{\hat {b}}+{\hat {b^{\dagger }}}}{{\sqrt {2}}\beta }},}
{\displaystyle {\hat {p_{y}}}={\frac {m\omega _{c}}{2i}}{\frac {{\hat {b}}-{\hat {b^{\dagger }}}}{{\sqrt {2}}\beta }}}
i otrzymujemy dokładny Hamiltonian oscylatora harmonicznego
{\displaystyle H=\hbar \omega _{c}(A^{\dagger }A+{\frac {1}{2}}),}
gdzie
{\displaystyle {\hat {A}}={\frac {{\hat {a}}+i{\hat {b}}}{\sqrt {2}}},}
{\displaystyle {\hat {A^{\dagger }}}={\frac {{\hat {a^{\dagger }}}-i{\hat {b^{\dagger }}}}{\sqrt {2}}},}
z poziomami energii
{\displaystyle E_{n}=(n+1/2)\hbar \omega _{c}}
i z odpowiednimi dla tego oscylatora stanami własnymi generowanymi przez {\displaystyle {\hat {A}}^{\dagger }.}

## Degeneracja stanów Landaua
W prostej intuicyjnej teorii kwantowego efektu Halla niezbędne jest obliczenie degeneneracji każdego stanu Landaua.
Ponieważ pole magnetyczne nie wyznacza jednoznacznie potencjału wektorowego, a wyżej uzyskany wynik reprezentuje stan podstawowy jako funkcję Gaussa zlokalizowaną wokół specyficznego punktu stany Landaua są zdegenerowane, tzn. jednej energii odpowiada wiele fizycznie różnych stanów możliwych do zajęcia zgodnie ze statystyką Fermiego.
Potencjał wektorowy możemy dowolnie przesunąć o stałą, a pole magnetyczne pozostanie identyczne np.
{\displaystyle {\hat {\mathbf {A} }}={\begin{pmatrix}-{\frac {B({\hat {y}}-y_{0})}{2}}\\{\frac {B({\hat {x}}-x_{0})}{2}}\\0\end{pmatrix}}.}
Uzyskamy wtedy identyczny jak poprzednio Hamiltonian, ale z przesuniętym położeniem stanów własnych, tzn.
{\displaystyle {\hat {x}}\to {\hat {x}}-x_{0},}
{\displaystyle {\hat {y}}\to {\hat {y}}-y_{0}.}
Ponieważ funkcja Gaussa ma skończone rozmycie stany znacząco różne będą od siebie przesunięte o {\displaystyle 2r_{d}=2/\beta } i jeden stan będzie zajmował powierzchnię
{\displaystyle S_{0}=\pi r_{d}^{2}={\frac {2\pi \hbar }{eB}}.}
W próbce o powierzchni {\displaystyle L_{x}L_{y}} zmieści się więc znacząco
{\displaystyle N_{deg}=L_{x}L_{y}/S_{0}={\frac {L_{x}L_{y}B}{(h/e)}}}
różnych stanów, tzn. połowa liczby fluksonów w całym strumieniu magnetycznym od zewnętrznego pola.
Jest to degeneracja każdego poziomu o energii {\displaystyle E_{n}.}
Jest to też degeneracja bez spinu. Z dwoma stanami spinowymi elektronu jest to dokładnie ta liczba.